# Groupes d'homotopie des sphères

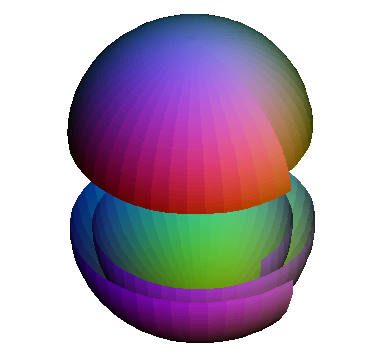
Enroulement d'une sphère à deux dimensions autour d'une autre sphère.

En mathématiques, et plus spécifiquement en topologie algébrique, les groupes d'homotopie des sphères sont des invariants qui décrivent, en termes algébriques, comment des sphères de dimensions {\displaystyle n} et {\displaystyle k} égales ou différentes peuvent s'enrouler l'une sur l'autre. La notion, définie au départ pour des sphères de dimension 1 (cercles) et de dimension 2, se généralise à des sphères de toutes dimensions (les {\displaystyle n}-sphères).

## Définition et premières propriétés
Le groupe d'homotopie d'ordre {\displaystyle j} de la sphère de dimension {\displaystyle n}, {\displaystyle \mathbb {S} ^{n}}, est l'ensemble, noté {\displaystyle \pi _{j}(\mathbb {S} ^{n})=[\mathbb {S} ^{j}\to \mathbb {S} ^{n}]}, des classes d'homotopie d'applications continues qui envoient un point fixé de la sphère {\displaystyle \mathbb {S} ^{j}} sur un point fixé de la sphère {\displaystyle \mathbb {S} ^{n}}.
Cet ensemble (pour {\displaystyle j} et {\displaystyle n} fixés), noté {\displaystyle \pi _{j}(\mathbb {S} ^{n})}, peut être muni d'une structure de groupe abélien.
Si {\displaystyle j<n}, ce groupe est réduit à un seul élément : {\displaystyle \pi _{j}(\mathbb {S} ^{n})=\{0\}}.
Si {\displaystyle j=n}, ce groupe est monogène infini (c'est-à-dire infini et engendré par un seul élément) : {\displaystyle \pi _{n}(\mathbb {S} ^{n})=\mathbb {Z} } (cela résulte du point précédent, par le théorème d'Hurewicz).
Si {\displaystyle j>n}, le groupe {\displaystyle \pi _{j}(\mathbb {S} ^{n})} est soit un groupe fini, soit la somme d'un groupe fini et d'un groupe infini monogène.
La suite spectrale de Serre fut inventée pour calculer les groupes d'homotopie des sphères, mais aucune liste complète de ces groupes n'est connue.
Pour calculer ces groupes, on utilise aussi les fibrations de Hopf et la technique des variétés équipées (framed en anglais) qui provient de la théorie du cobordisme.

## Dimension 1: groupes d'homotopie des cercles
Une sphère de dimension 1 est un cercle. On a :
- {\displaystyle \pi _{1}(\mathbb {S} ^{1})=\mathbb {Z} } ;
- {\displaystyle \pi _{q}(\mathbb {S} ^{1})=0\quad } pour {\displaystyle \quad q\geq 2}.

## Sphères de dimension 2 et 3
Pour la notion de sphère à trois dimensions, voir l'article 3-sphère.
Les sphères de dimension au moins deux sont simplement connexes, en particulier : 
{\displaystyle \pi _{1}(\mathbb {S} ^{2})=\pi _{1}(\mathbb {S} ^{3})=0}
En toute dimension {\displaystyle n} supérieure ou égale à 3, on a : {\displaystyle \pi _{2}(\mathbb {S} ^{n})=0}, en particulier :
{\displaystyle \pi _{2}(\mathbb {S} ^{3})=0}
En toute dimension {\displaystyle n}, on a : {\displaystyle \pi _{n}(\mathbb {S} ^{n})=\mathbb {Z} }, en particulier :
{\displaystyle \pi _{2}(\mathbb {S} ^{2})=\mathbb {Z} },
{\displaystyle \pi _{3}(\mathbb {S} ^{3})=\mathbb {Z} }.

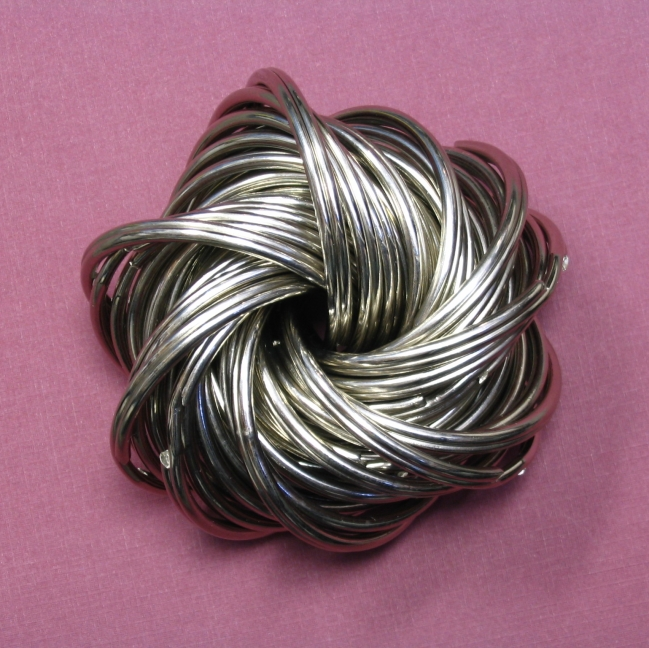
Représentation tri-dimensionnelle d'une partie de la fibration de Hopf.

En dimensions 2 et 3, la fibration de Hopf
donne lieu à une suite exacte d'homotopie, 
Comme {\displaystyle \pi _{1}(\mathbb {S} ^{1})=\mathbb {Z} } et pour {\displaystyle i\geq 2} , {\displaystyle \pi _{i}(\mathbb {S} ^{1})=0}, on a donc un isomorphisme :
{\displaystyle \pi _{i}(\mathbb {S} ^{3})\simeq \pi _{i}(\mathbb {S} ^{2})} pour {\displaystyle i\geq 3},
en particulier
{\displaystyle \pi _{3}(\mathbb {S} ^{2})=\pi _{3}(\mathbb {S} ^{3})=\mathbb {Z} }
Pour les groupes d'homotopie supérieurs, d'autres techniques donnent les résultats suivants :
- {\displaystyle \pi _{4}(\mathbb {S} ^{2})=\pi _{4}(\mathbb {S} ^{3})=\mathbb {Z} /(2)}
- {\displaystyle \pi _{5}(\mathbb {S} ^{2})=\pi _{5}(\mathbb {S} ^{3})=\mathbb {Z} /(2)}
- {\displaystyle \pi _{6}(\mathbb {S} ^{2})=\pi _{6}(\mathbb {S} ^{3})=\mathbb {Z} /(12)}

| {\displaystyle k}                                                     | 3 | 4  | 5  | 6   | 7  | 8  | 9  | 10  | 11 | 12 | 13     | 14     | 15 | 16 | 17  | 18  | 19    | 20     | 21     | 22      |
| {\displaystyle \pi _{k}(\mathbb {S} ^{3})=\pi _{k}(\mathbb {S} ^{2})} | Z | Z2 | Z2 | Z12 | Z2 | Z2 | Z3 | Z15 | Z2 | Z2 | Z12×Z2 | Z84×Z2 | Z2 | Z6 | Z30 | Z30 | Z2×Z6 | Z2×Z12 | Z2×Z12 | Z2×Z132 |

Les groupes d'homotopie {\displaystyle \pi _{i}(\mathbb {S} ^{3})\simeq \pi _{i}(\mathbb {S} ^{2})} sont finis pour {\displaystyle i} supérieur ou égal à 4.

## Théorie générale

### Table
Calculer les groupes d'homotopie des sphères est difficile et les résultats sont compliqués. La table suivante donne une idée de la complexité :
|    | π1 | π2 | π3 | π4 | π5 | π6  | π7    | π8  | π9  | π10    | π11 | π12 | π13     | π14          | π15     | π16     |
| -- | -- | -- | -- | -- | -- | --- | ----- | --- | --- | ------ | --- | --- | ------- | ------------ | ------- | ------- |
| S1 | Z  | 0  | 0  | 0  | 0  | 0   | 0     | 0   | 0   | 0      | 0   | 0   | 0       | 0            | 0       | 0       |
| S2 | 0  | Z  | Z  | Z2 | Z2 | Z12 | Z2    | Z2  | Z3  | Z15    | Z2  | Z2  | Z12× Z2 | Z84× Z2      | Z2      | Z6      |
| S3 | 0  | 0  | Z  | Z2 | Z2 | Z12 | Z2    | Z2  | Z3  | Z15    | Z2  | Z2  | Z12× Z2 | Z84× Z2      | Z2      | Z6      |
| S4 | 0  | 0  | 0  | Z  | Z2 | Z2  | Z×Z12 | Z2  | Z2  | Z24×Z3 | Z15 | Z2  | Z23     | Z120× Z12×Z2 | Z84×Z25 | Z26     |
| S5 | 0  | 0  | 0  | 0  | Z  | Z2  | Z2    | Z24 | Z2  | Z2     | Z2  | Z30 | Z2      | Z23          | Z72×Z2  | Z504×Z2 |
| S6 | 0  | 0  | 0  | 0  | 0  | Z   | Z2    | Z2  | Z24 | 0      | Z   | Z2  | Z60     | Z24×Z2       | Z23     | Z72×Z2  |
| S7 | 0  | 0  | 0  | 0  | 0  | 0   | Z     | Z2  | Z2  | Z24    | 0   | 0   | Z2      | Z120         | Z23     | Z24     |
| S8 | 0  | 0  | 0  | 0  | 0  | 0   | 0     | Z   | Z2  | Z2     | Z24 | 0   | 0       | Z2           | Z×Z120  | Z24     |
| S9 | 0  | 0  | 0  | 0  | 0  | 0   | 0     | 0   | Z   | Z2     | Z2  | Z24 | 0       | 0            | Z2      | Z240    |

Les entrées de la table sont soit le groupe trivial 0, soir le groupe monogène infini ℤ, soit les groupes abéliens finis ou encore (cases rouges) le produit de tels groupes finis abéliens et de ℤ.

### Stabilité en grandes dimensions
Les tables de groupes d'homotopies sont plus facilement organisées en présentant 
{\displaystyle \pi _{n+k}(\mathbb {S} ^{n})} en fonction de {\displaystyle n} et de {\displaystyle k} :
| Sn  | πn | πn+1 | πn+2 | πn+3   | πn+4 | πn+5 | πn+6   | πn+7    | πn+8   | πn+9  | πn+10        | πn+11   | πn+12  | πn+13      | πn+14        | πn+15      | πn+16   | πn+17            |
| --- | -- | ---- | ---- | ------ | ---- | ---- | ------ | ------- | ------ | ----- | ------------ | ------- | ------ | ---------- | ------------ | ---------- | ------- | ---------------- |
| S1  | Z  | 0    | 0    | 0      | 0    | 0    | 0      | 0       | 0      | 0     | 0            | 0       | 0      | 0          | 0            | 0          | 0       | 0                |
| S2  | Z  | Z    | Z2   | Z2     | Z12  | Z2   | Z2     | Z3      | Z15    | Z2    | Z2           | Z12×Z2  | Z84×Z2 | Z2         | Z6           | Z30        | Z30     | Z6×Z2            |
| S3  | Z  | Z2   | Z2   | Z12    | Z2   | Z2   | Z3     | Z15     | Z2     | Z2    | Z12×Z2       | Z84×Z2  | Z2     | Z6         | Z30          | Z30        | Z6×Z2   | Z12×Z62          |
| S4  | Z  | Z2   | Z2   | Z× Z12 | Z2   | Z2   | Z24×Z3 | Z15     | Z2     | Z23   | Z120× Z12×Z2 | Z84×Z25 | Z26    | Z24× Z6×Z2 | Z2520× Z6×Z2 | Z30        | Z62×Z2  | Z24×Z12× Z6 ×Z62 |
| S5  | Z  | Z2   | Z2   | Z24    | Z2   | Z2   | Z2     | Z30     | Z2     | Z23   | Z72×Z2       | Z504×Z2 | Z23    | Z6×Z2      | Z6×Z2        | Z30×Z2     | Z2      | Z4 ×Z2           |
| S6  | Z  | Z2   | Z2   | Z24    | 0    | Z    | Z2     | Z60     | Z24×Z2 | Z23   | Z72×Z2       | Z504×Z4 | Z240   | Z6         | Z12×Z2       | Z60×Z6     | Z504×Z2 | Z24              |
| S7  | Z  | Z2   | Z2   | Z24    | 0    | 0    | Z2     | Z120    | Z23    | Z24   | Z24×Z2       | Z504×Z2 | 0      | Z6         | Z24×Z4       | Z120×Z23   | Z24     | Z24              |
| S8  | Z  | Z2   | Z2   | Z24    | 0    | 0    | Z2     | Z× Z120 | Z24    | Z25   | Z242×Z2      | Z504×Z2 | 0      | Z6×Z2      | Z240× Z24×Z4 | Z120×Z25   | Z27     | Z6×Z24           |
| S9  | Z  | Z2   | Z2   | Z24    | 0    | 0    | Z2     | Z240    | Z23    | Z24   | Z24×Z2       | Z504×Z2 | 0      | Z6         | Z16×Z4       | Z240×Z23   | Z24     | Z24              |
| S10 | Z  | Z2   | Z2   | Z24    | 0    | 0    | Z2     | Z240    | Z2     | Z×Z23 | Z12×Z2       | Z504    | Z12    | Z6         | Z16×Z2       | Z240×Z2    | Z240×Z2 | Z23              |
| S11 | Z  | Z2   | Z2   | Z24    | 0    | 0    | Z2     | Z240    | Z2     | Z23   | Z6×Z2        | Z504    | Z2     | Z6×Z2      | Z16×Z2       | Z240×Z2    | Z2      | Z23              |
| S12 | Z  | Z2   | Z2   | Z24    | 0    | 0    | Z2     | Z240    | Z2     | Z23   | Z6           | Z× Z504 | Z2     | Z6×Z2      | Z48× Z4×Z2   | Z240×Z2    | Z2      | Z24              |
| S13 | Z  | Z2   | Z2   | Z24    | 0    | 0    | Z2     | Z240    | Z2     | Z23   | Z6           | Z504    | Z2     | Z6         | Z16×Z2       | Z480×Z2    | Z2      | Z24              |
| S14 | Z  | Z2   | Z2   | Z24    | 0    | 0    | Z2     | Z240    | Z2     | Z23   | Z6           | Z504    | 0      | Z×Z3       | Z8×Z2        | Z480×Z2    | Z24×Z2  | Z24              |
| S15 | Z  | Z2   | Z2   | Z24    | 0    | 0    | Z2     | Z240    | Z2     | Z23   | Z6           | Z504    | 0      | Z3         | Z4×Z2        | Z480×Z2    | Z23     | Z25              |
| S16 | Z  | Z2   | Z2   | Z24    | 0    | 0    | Z2     | Z240    | Z2     | Z23   | Z6           | Z504    | 0      | Z3         | Z2           | Z× Z480×Z2 | Z24     | Z26              |
| S17 | Z  | Z2   | Z2   | Z24    | 0    | 0    | Z2     | Z240    | Z2     | Z23   | Z6           | Z504    | 0      | Z3         | Z2           | Z480×Z2    | Z24     | Z25              |
| S18 | Z  | Z2   | Z2   | Z24    | 0    | 0    | Z2     | Z240    | Z2     | Z23   | Z6           | Z504    | 0      | Z3         | Z2           | Z480×Z2    | Z2      | Z×Z24            |
| S19 | Z  | Z2   | Z2   | Z24    | 0    | 0    | Z2     | Z240    | Z2     | Z23   | Z6           | Z504    | 0      | Z3         | Z2           | Z480×Z2    | Z2      | Z24              |
| S20 | Z  | Z2   | Z2   | Z24    | 0    | 0    | Z2     | Z240    | Z2     | Z23   | Z6           | Z504    | 0      | Z3         | Z2           | Z480×Z2    | Z2      | Z24              |

Pour les « grandes » dimensions, on a :
- {\displaystyle \pi _{n}(\mathbb {S} ^{n})=\mathbb {Z} ,\quad n\geq 1} (première colonne en jaune du tableau précédent)
- {\displaystyle \pi _{n+1}(\mathbb {S} ^{n})=\mathbb {Z} /(2),\quad n\geq 3} (deuxième colonne — en mauve — du tableau précédent)
- {\displaystyle \pi _{n+2}(\mathbb {S} ^{n})=\mathbb {Z} /(2),\quad n\geq 2} (troisième colonne — turquoise — du tableau précédent)

Comme il peut être conjecturé, il s'avère que  {\displaystyle \Gamma _{k}=\pi _{n+k}(\mathbb {S} ^{n})} est indépendant de {\displaystyle n} pour {\displaystyle n} suffisamment grand. Ce phénomène est connu sous le nom de stabilité. Il résulte du théorème de suspension de Freudenthal suivant :
- Le morphisme de suspension {\displaystyle S:\pi _{n+k}(\mathbb {S} ^{n})\to \pi _{n+k+1}(\mathbb {S} ^{n+1})} est un isomorphisme pour {\displaystyle n\geq k+2}
- et un épimorphisme (morphisme surjectif) pour {\displaystyle n=k+1}.

### Liste des groupes d'homotopie stable
Les premiers groupes stables {\displaystyle \Gamma _{k}=\pi _{2k+2}(\mathbb {S} ^{k+2})=\pi _{n+k}(\mathbb {S} ^{n}),\quad n\geq k+2} sont les suivants :
- {\displaystyle \Gamma _{-j}=\pi _{n-j}(\mathbb {S} ^{n})=0,}
- {\displaystyle \Gamma _{0}=\pi _{n}(\mathbb {S} ^{n})=\mathbb {Z} ,\quad n\geq 1}
- {\displaystyle \Gamma _{1}=\pi _{n+1}(\mathbb {S} ^{n})=\mathbb {Z} /(2),\quad n\geq 3}
- {\displaystyle \Gamma _{2}=\pi _{n+2}(\mathbb {S} ^{n})=\mathbb {Z} /(2),\quad n\geq 2}
- {\displaystyle \Gamma _{3}=\pi _{n+3}(\mathbb {S} ^{n})=\mathbb {Z} /(24),\quad n\geq 5}
- {\displaystyle \Gamma _{4}=\pi _{n+4}(\mathbb {S} ^{n})=0,\quad n\geq 6}
- {\displaystyle \Gamma _{5}=\pi _{n+5}(\mathbb {S} ^{n})=0,\quad n\geq 7}
- {\displaystyle \Gamma _{6}=\pi _{n+6}(\mathbb {S} ^{n})=\mathbb {Z} /(2),\quad n\geq 5}
- {\displaystyle \Gamma _{7}=\pi _{n+7}(\mathbb {S} ^{n})=\mathbb {Z} /(240),\quad n\geq 9}
- {\displaystyle \Gamma _{8}=\pi _{n+8}(\mathbb {S} ^{n})=\mathbb {Z} /(2)\oplus \mathbb {Z} /(2),\quad n\geq 10}

Les groupes d'homotopie stable sont finis sauf pour {\displaystyle k=0}.
| {\displaystyle k}           | 0 | 1  | 2  | 3   | 4 | 5 | 6  | 7    | 8  | 9   | 10 | 11   | 12 | 13 | 14 | 15       | 16 | 17  | 18    | 19       | 20  | 21 | 22 |
| {\displaystyle \Gamma _{k}} | Z | Z2 | Z2 | Z24 | 0 | 0 | Z2 | Z240 | Z2 | Z23 | Z6 | Z504 | 0  | Z3 | Z2 | Z480⊕ Z2 | Z2 | Z24 | Z8⊕Z2 | Z264⊕ Z2 | Z24 | Z2 | Z2 |

À partir de {\displaystyle k=23}, la décomposition de {\displaystyle \Gamma _{k}} se complique, par exemple : 
{\displaystyle \Gamma _{23}=\mathbb {Z} _{16}\oplus \mathbb {Z} _{8}\oplus \mathbb {Z} _{2}\oplus \mathbb {Z} _{9}\oplus \mathbb {Z} _{3}\oplus \mathbb {Z} _{5}\oplus \mathbb {Z} _{7}\oplus \mathbb {Z} _{13}}
| {\displaystyle k}           | 0         | 1     | 2        | 3                     | 4           | 5              | 6                   | 7                            |
| {\displaystyle \Gamma _{k}} | Z         | Z2    | Z2       | Z24=Z8⊕Z3             | 0           | 0              | Z2                  | Z240 =Z16⊕Z3⊕Z5              |
| {\displaystyle k}           | 8         | 9     | 10       | 11                    | 12          | 13             | 14                  | 15                           |
| {\displaystyle \Gamma _{k}} | Z2        | Z23   | Z6=Z2⊕Z3 | Z504 =Z8⊕Z9⊕Z7        | 0           | Z3             | Z2                  | Z480⊕Z2 =Z32⊕Z2⊕Z3⊕Z5        |
| {\displaystyle k}           | 16        | 17    | 18       | 19                    | 20          | 21             | 22                  | 23                           |
| {\displaystyle \Gamma _{k}} | Z2        | Z24   | Z8⊕Z2    | Z264⊕Z2 =Z8⊕Z2⊕Z3⊕Z11 | Z24 = Z8⊕Z3 | Z2             | Z2                  | Z16⊕Z8⊕Z2 ⊕Z9⊕Z3 ⊕Z5⊕Z7⊕Z13  |
| {\displaystyle k}           | 24        | 25    | 26       | 27                    | 28          | 29             | 30                  | 31                           |
| {\displaystyle \Gamma _{k}} | Z2        | Z2    | Z2⊕Z3    | Z24=Z8⊕Z3             | Z2          | Z3             | Z6=Z2⊕Z3            | Z64⊕Z2⊕Z3 ⊕Z5⊕Z17            |
| {\displaystyle k}           | 32        | 33    | 34       | 35                    | 36          | 37             | 38                  | 39                           |
| {\displaystyle \Gamma _{k}} | Z24       | Z25   | Z4⊕Z23   | Z8⊕Z2⊕Z27 ⊕Z7⊕Z19     | Z6=Z2⊕Z3    | Z2⊕Z3          | Z2⊕Z60= Z2⊕Z4⊕Z3⊕Z5 | Z16⊕Z25⊕Z32 ⊕Z25⊕Z11         |
| {\displaystyle k}           | 40        | 41    | 42       | 43                    | 44          | 45             | 46                  | 47                           |
| {\displaystyle \Gamma _{k}} | Z25⊕Z4⊕Z3 | Z25   | Z8⊕Z2⊕Z3 | Z552 =Z8⊕Z3⊕Z23       | Z8          | Z16⊕Z23 ⊕Z9⊕Z5 | Z24⊕Z3              | Z32⊕Z4⊕Z23 ⊕Z9⊕Z3 ⊕Z5⊕Z7⊕Z13 |
| {\displaystyle k}           | 48        | 49    | 50       | 51                    | 52          | 53             | 54                  | 55                           |
| {\displaystyle \Gamma _{k}} | Z24⊕Z4    | Z2⊕Z3 | Z3⊕Z23   | Z8⊕Z4⊕Z2⊕Z3           | Z23⊕Z3      | Z24            | Z4⊕Z2               | Z16⊕Z32⊕Z5⊕Z29               |
| {\displaystyle k}           | 56        | 57    | 58       | 59                    | 60          | 61             | 62                  | 63                           |
| {\displaystyle \Gamma _{k}} | Z2        | Z24   | Z2       | Z8⊕Z2⊕Z9 ⊕Z7⊕Z11⊕Z31  | Z4          | 0              | Z24⊕Z3              | Z128⊕Z4⊕Z2⊕Z3 ⊕Z5⊕Z17        |

### p-composantes des groupes d'homotopie stable
La table précédente incite à s'intéresser à la classe de congruence modulo 4 de k, si p est un nombre premier supérieur ou égal à 7 :
- Si k est pair (colonnes {\displaystyle k=0}, {\displaystyle k=2}, {\displaystyle k=4}, {\displaystyle k=6} du tableau précédent),
- ou si k est congru à 1 modulo 4 (colonnes {\displaystyle k=1} et {\displaystyle k=5} du tableau précédent),
alors la p-composante de {\displaystyle \Gamma _{k}} est nulle (0) quel que soit p premier supérieur ou égal à 7.

- Si k est congru à 3 modulo 4 (colonnes {\displaystyle k=3} et {\displaystyle k=7} du tableau précédent) et si p est premier et supérieur ou égal à 7,
alors la p-composante de {\displaystyle \Gamma _{k}} est
  - cyclique et d'ordre p ({\displaystyle \Gamma _{k}(p)=\mathbb {Z} /(p)}) si {\displaystyle (p-1)/2} divise {\displaystyle (k+1)/4},
  - sinon elle est nulle ({\displaystyle \Gamma _{k}(p)=0}).

Par exemple :
- {\displaystyle \Gamma _{k}(7)=\mathbb {Z} /(7)} si {\displaystyle k=12n-1} et {\displaystyle \Gamma _{k}(7)=0} sinon ;
- {\displaystyle \Gamma _{k}(11)=\mathbb {Z} /(11)} si {\displaystyle k=20n-1} et {\displaystyle \Gamma _{k}(11)=0} sinon ;
- {\displaystyle \Gamma _{k}(13)=\mathbb {Z} /(13)} si {\displaystyle k=24n-1} et {\displaystyle \Gamma _{k}(13)=0} sinon ;
- {\displaystyle \Gamma _{k}(p)=\mathbb {Z} /(p)} si {\displaystyle k=2(p-1)n-1} et {\displaystyle \Gamma _{k}(p)=0} sinon.

La complexité réside essentiellement dans les 2-, 3- et 5- composantes du groupe {\displaystyle \Gamma _{k}}.

### Groupes d'homotopie non stables
Les premiers groupes non stables sont les suivants : 
- En dimension 2 et 3 ({\displaystyle \pi _{k}(\mathbb {S} ^{2})=\pi _{k}(\mathbb {S} ^{3})}) :
  - {\displaystyle \pi _{3}(\mathbb {S} ^{2})=\pi _{3}(\mathbb {S} ^{3})=\mathbb {Z} }
  - {\displaystyle \pi _{5}(\mathbb {S} ^{2})=\pi _{5}(\mathbb {S} ^{3})=\pi _{4}(\mathbb {S} ^{2})=\mathbb {Z} /(2)}
  - {\displaystyle \pi _{6}(\mathbb {S} ^{2})=\pi _{6}(\mathbb {S} ^{3})=\mathbb {Z} /(12)}
- En dimension 4 : {\displaystyle \pi _{7}(\mathbb {S} ^{4})=\mathbb {Z} /(12)\oplus \mathbb {Z} }

### Groupes d'homotopie infinis
Les groupes d'homotopie stables {\displaystyle \pi _{n+k}(\mathbb {S} ^{n})} sont finis sauf pour {\displaystyle k=0} ({\displaystyle \Gamma _{0}=\mathbb {Z} }).
Les groupes d'homotopie instables sont finis sauf les groupes {\displaystyle \pi _{4p-1}(\mathbb {S} ^{2p})} (avec p > 0). Ces derniers ({\displaystyle \pi _{3}(\mathbb {S} ^{2})}, {\displaystyle \pi _{7}(\mathbb {S} ^{4})}, {\displaystyle \pi _{11}(\mathbb {S} ^{6})}, …)
sont isomorphes à la somme directe de {\displaystyle \mathbb {Z} } et d'un groupe fini.

### Groupes d'homotopie non nuls
On sait que si {\displaystyle n>1}, il y a une infinité de groupes {\displaystyle \pi _{k}(\mathbb {S} ^{n})} qui sont non nuls (ce sont des résultats de Jean-Pierre Serre).
On sait aussi que {\displaystyle \pi _{k}(\mathbb {S} ^{5})\neq 0} pour tout {\displaystyle k>4} (Morton L. Curtis).

## Applications
- Pour les applications du groupe fondamental ({\displaystyle n=1}), voir l'article Groupe fondamental.
- Le fait que {\displaystyle \pi _{n}(\mathbb {S} ^{n})=\mathbb {Z} } implique le théorème de Brouwer qui affirme que toute application continue de la boule dans elle-même a un point fixe.

Ce groupe permet de définir le degré de Brouwer d'une application de la sphère dans elle-même.
- Les groupes d'homotopie stable sont importants en théorie des singularités.
- Le fait que le 3e groupe d'homotopie stable est ℤ/(24) implique le théorème de Rokhlin (en) qui affirme que la signature (en) d'une variété spinorielle de dimension 4 est divisible par 16.
- Les groupes d'homotopie stable servent à décrire les groupes de h-cobordisme (en) des homotopies orientées de sphères, qui pour {\displaystyle n} différent de 4 est le groupe des sphères exotiques orientées de dimension {\displaystyle n}.
- Les groupes d'homotopie des sphères sont liés aux classes de cobordisme des variétés.
- Ils permettent également de calculer les groupes d'homotopie des fibrés, des groupes de Lie et des espaces symétriques.

## Généralisation en géométrie algébrique
En géométrie algébrique, on définit les {\displaystyle \mathbb {S} ^{n,i}} qui sont les sphères de dimension {\displaystyle n} et de poids {\displaystyle i}.
On peut définir les groupes d'homotopie stable des sphères comme colimites (ou limites inductives) de l'ensemble des classes d'homotopie d'applications de  {\displaystyle \mathbb {S} ^{2r+n,r}} vers {\displaystyle \mathbb {S} ^{2r,r+i}.}
L'application du foncteur de suspension à d'autres espaces topologiques que la sphère donne naissance à la théorie de l'homotopie stable.